# Monte Roberto
Monte Roberto è un comune italiano di 2 989 abitanti della provincia di Ancona nelle Marche.

## Geografia fisica

### Territorio

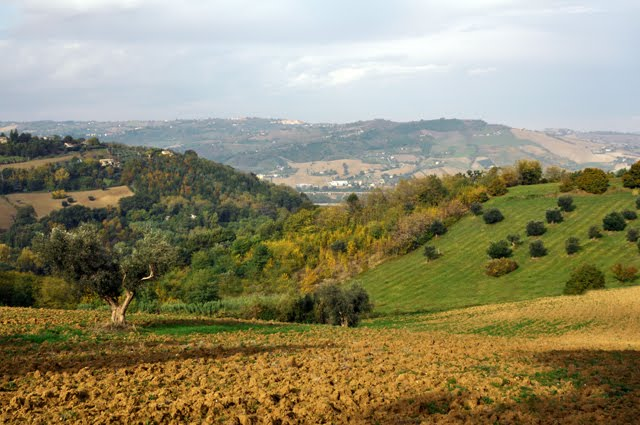
Una visuale di una campagna di Monte Roberto. Si notano in primo piano soprattutto gli olivi sparsi sui campi ed in secondo piano la vallata e la frazione comunale di Costa.

Il comune sorge in una collina alta 348 m s.l.m., nella parte centrale della provincia di Ancona e della Vallesina. Il territorio inoltre è attraversato dal fiume Esino presso le due frazioni, Pianello Vallesina e Ponte Pio. È situato a circa 30 km dalla costa adriatica e il suo territorio è caratterizzato da un'ampia vista panoramica, che nelle giornate serene consente di scorgere sia il Mare Adriatico che le montagne dell'Appennino umbro-marchigiano, si estende su una superficie di 13,51 km² e confina a nord con Castelbellino, a est con Jesi, a sud con San Paolo di Jesi e Cupramontana e a ovest con Maiolati Spontini. Il punto più basso (72 m s.l.m.) del territorio è localizzato nella frazione di Ponte Pio, mentre il punto più alto (367 m s.l.m.) si trova nei pressi della strada provinciale che porta a Maiolati Spontini. Le frazioni comunali sono quattro: Pianello Vallesina (la più importante fra tutte), Ponte Pio, Sant'Apollinare(dove si trova anche la zona industriale) e Costa. Il terreno di Monte Roberto è caratterizzato da campi a coltura intensiva, ricco di querce, di viti per la produzione del Verdicchio dei Castelli di Jesi e di olivi sopra tutto, tra le numerose varietà regionali il leccino, la mignola, la raggia e l'ascolana, mentre a fondo valle nella zona di Pianello Vallesina si trovano colture di cereali come grano (al punto da farle meritare l'appellativo di "granaio" dello Stato Pontificio), orzo, granoturco e farro e di prodotti ortofrutticoli tipo pomodori, mele, ciliegie e pesche.
- Classificazione sismica: zona 2 (sismicità media)[8], Ordinanza del Presidente del Consiglio dei ministri della Repubblica Italiana n. 3274 del 20 marzo 2003, aggiornata con la Delibera della Giunta regionale delle Marche n.1046 del 29 luglio 2003.

### Flora e fauna

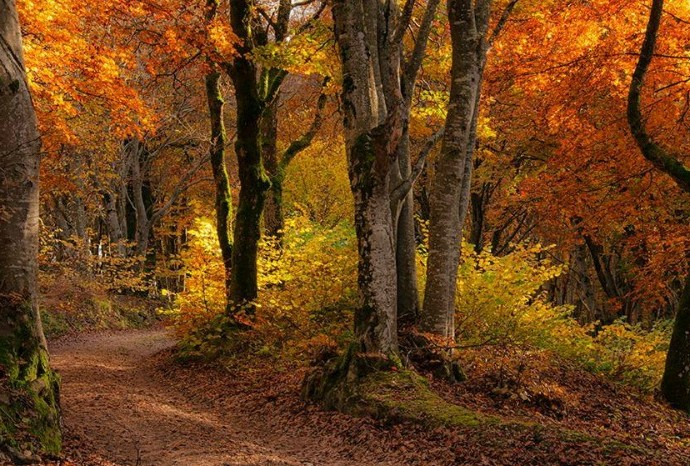
Un faggeto a ridosso di una collina tra Monte Roberto e Costa.

Sono presenti vari boschi composti principalmente da querce come il cerro ed il rovere, poi da faggi, olmi montani ed acacie e da vari animali come la volpe, il cinghiale, il picchio, il riccio, la lepre e l'istrice, invece nel fiume Esino sono presenti varie specie di salici piangenti, pioppi e di canne, di pesci come la trota, il barbo italico e il cavedano italico e di uccelli tipo il cannareccione, il pendolino europeo e l'usignolo di fiume.

### Idrografia

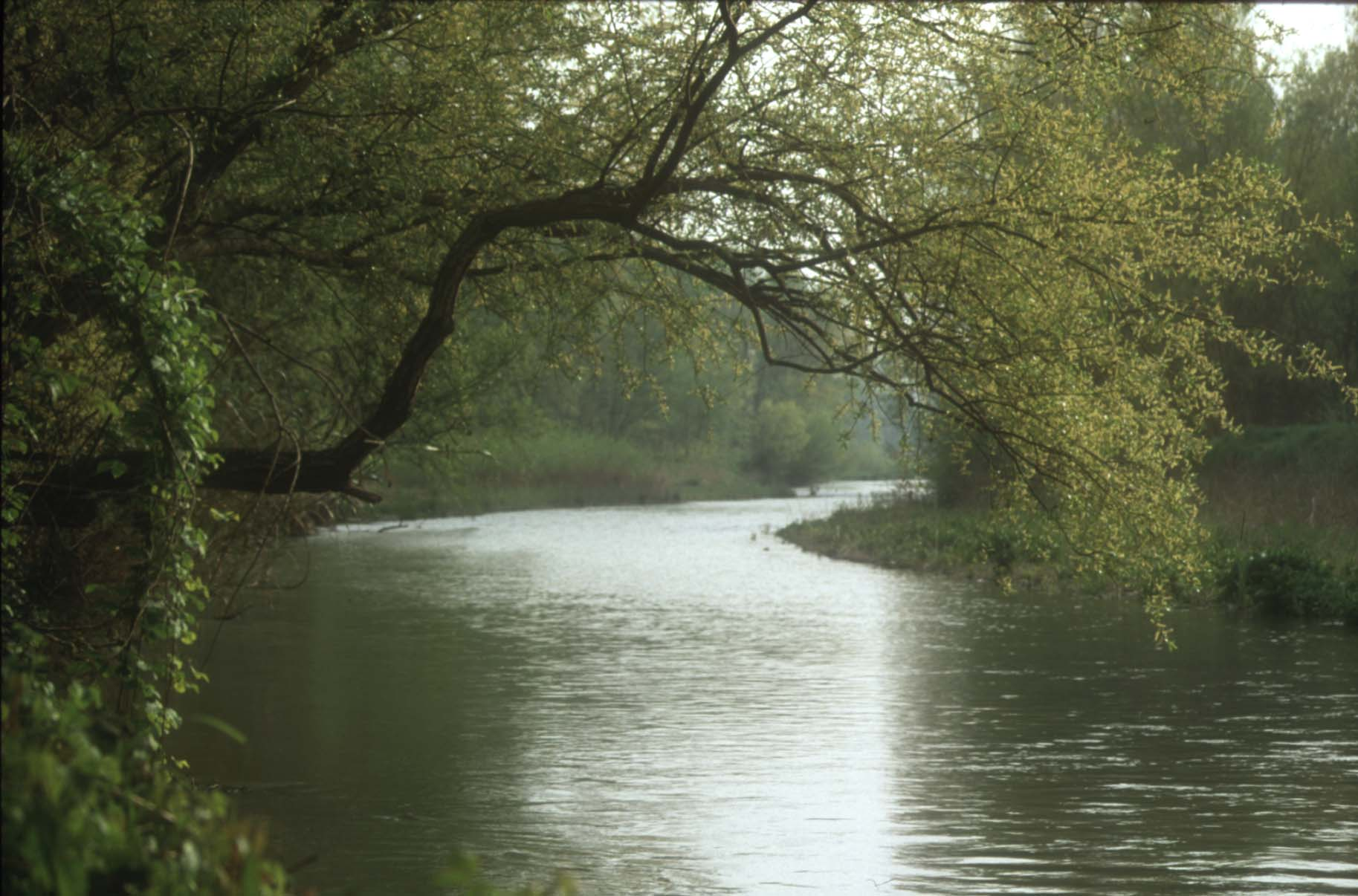
L'Esino nei pressi della frazione di Ponte Pio.

Il territorio comunale è attraversato da tre rigagnoli a carattere torrentizio, il primo è il Fosso di San Giovanni che nasce nel territorio di Cupramontana, il secondo che sgorga da Staffolo attraversa Sant'Apollinare ed il terzo è un fosso che nasce all'interno del territorio comune. Tutti e tre rigagnoli sono affluenti di destra del fiume Esino, l'unico corso d'acqua di maggiore importanza del luogo e di tutta la provincia di Ancona, seguito dal Musone, dal Cesano e dal Misa.

### Clima
Di inverno il clima è freddo e umido con piogge molto abbondanti che sono condizionate dalla disposizione dell'Appennino umbro-marchigiano rispetto alla circolazione occidentale prevalente nell'area Mediterranea e con nevicate che cadono per brevi periodi, occasionalmente anche per lunghi come la nevicata del 2012, che ha portato accumuli di neve fresca fino a 2 metri e con temperature che di solito scendono sotto lo zero provocando gelate mattutine. Sempre di inverno occasionalmente si possono verificare nebbie durante il mattino. Le estati invece sono calde e secche con una elevata presenza di umidità, con rilevanti attività temporalesche soprattutto nella parte pomeridiana e con punte massime fino a 35°C, a volte anche superiori come l'ondata di caldo del 2012. La media annuale di piovosità è di 839,3 mm.
| Monte Roberto              | Mesi | Mesi | Mesi | Mesi | Mesi | Mesi | Mesi | Mesi | Mesi | Mesi | Mesi | Mesi | Stagioni | Stagioni | Stagioni | Stagioni | Anno  |
| Monte Roberto              | Gen  | Feb  | Mar  | Apr  | Mag  | Giu  | Lug  | Ago  | Set  | Ott  | Nov  | Dic  | Inv      | Pri      | Est      | Aut      | Anno  |
| -------------------------- | ---- | ---- | ---- | ---- | ---- | ---- | ---- | ---- | ---- | ---- | ---- | ---- | -------- | -------- | -------- | -------- | ----- |
| T. max. media (°C)         | 7,1  | 8,6  | 11,6 | 15,7 | 20,7 | 24,7 | 27,4 | 27,1 | 23,2 | 17,8 | 12,8 | 8,7  | 8,1      | 16,0     | 26,4     | 17,9     | 17,1  |
| T. min. media (°C)         | 1,7  | 2,7  | 4,7  | 7,8  | 11,9 | 15,7 | 18,1 | 18,0 | 15,1 | 10,9 | 7,0  | 3,3  | 2,6      | 8,1      | 17,3     | 11,0     | 9,7   |
| Precipitazioni (mm)        | 61,7 | 58,2 | 69,4 | 71,9 | 66,1 | 64,2 | 53,5 | 65,0 | 79,8 | 81,4 | 92,8 | 75,3 | 195,2    | 207,4    | 182,7    | 254,0    | 839,3 |
| Umidità relativa media (%) | 74,2 | 71,3 | 65,8 | 64,7 | 61,6 | 55,9 | 51,2 | 53,5 | 67,1 | 76,8 | 81,3 | 77,5 | 74,3     | 64,0     | 53,5     | 75,1     | 66,7  |

- Classificazione climatica: zona E, 2.158 GG[9], Ordinanza del Presidente della Repubblica Italiana n.n. 412 del 26 agosto 1993, con successivo aggiornamento al 31 ottobre 2009.

## Origini del nome
La storia ci riferisce che attraverso la prima menzione della località in un documento del 1079 l'origine del nome Monte Roberto deriverebbe con tutta probabilità da "Monte di Roberto", un Dominus Loci, "signore del luogo" chiamato Roberto che doveva essere un feudatario laico di origine longobarda.

## Storia
Ricco di testimonianze di epoche preistoriche, il territorio di Monte Roberto era popolato prima della dominazione della civiltà romana prima dagli Umbri, poi dai Piceni e infine nel IV secolo a.C. dai Galli senoni una tribù celtica proveniente dalla Francia e stanziatisi dalla Romagna all'Esino.
Nella pianura, in territorio di Pianello Vallesina, sembra collocarsi l'antica città di Planina raccontata da Plinio il Vecchio nella Naturalis historia, popolata dalla tribù Velina, i cui ruderi furono visibili fino al sette-ottocento. In contrada Noceto, nel 1881, fu rinvenuta una necropoli picena del VI secolo a.C.; i reperti allora riportati alla luce sono ora conservati nel Museo archeologico nazionale delle Marche di Ancona.
Con la Caduta dell'Impero romano d'Occidente, il territorio venne conquistato nel 476 da Odoacre, capo degli Sciri, poi nel 493 dagli Ostrogoti guidati da Teodorico, nel 554 con Giustiniano I, imperatore dell'Impero bizantino che istituì l'Esarcato d'Italia, nel 751 dai Longobardi che lo annessero al Ducato di Spoleto e nel 754 dai Franchi di Pipino il Breve che conquistò i territori del vecchio esarcato e con l'accordo papale della Promissio Carisiaca li donò all'autorità di papa Stefano II Orsini, creando lo Stato della Chiesa e dando quindi inizio al potere temporale dei papi.
Alle devastazioni barbare la città di Planina non sopravvisse.
Nel medioevo iniziarono ad essere presenti numerosi monasteri benedettini. Dopo l'anno 1000, Monte Roberto si presentava come un piccolo agglomerato edilizio e contrada che facevano parte del territorio di Castelbellino, soggetto inizialmente all'autorità di un feudatario laico, un dominus loci chiamato Roberto (da cui avrebbe preso origine il toponimo) probabilmente di origine longobarda. Nel 1137 Lotario II, imperatore del Sacro Romano Impero fu respinto, e nel 1167 anche l'imperatore Federico Barbarossa. Nel 1219, Monte Roberto venne inglobato nel Contado della città di Jesi, quindi nello Stato Pontificio. Nel 1354 Monte Roberto viene assediato e saccheggiato dalle bande del condottiero Fra Moriale, come punizione per aver aderito alle politiche dei Visconti al fine di mantenere la sua autonomia. Viene poi riconquistato dal cardinale Egidio Albornoz inviato dal pontefice nella "riconquista" delle Terre Pontificie". Nel 1433 il paese fu occupato dalle truppe di Francesco Sforza, Duca di Milano nel tentativo di conquista dell'Italia Centrale. Successivamente fu anche in potere dei Malatesta, una famiglia nobiliare che governava l'odierna provincia di Rimini. Nel 1517 il comune venne saccheggiato dalle truppe di Francesco Maria I Della Rovere nella guerra contro la famiglia dei Medici per rimpossessarsi del Ducato di Urbino e successivamente fu riconquistato dall'esercito papale, ma nel 1808 fu conquistato, assieme alle Marche al Regno Napoleonico, nella cosiddetta Repubblica Romana. Con la Restaurazione del 1815 si ritornò di nuovo sotto il papato e nel 1860 fu annesso al Regno d'Italia con la battaglia di Castelfidardo, vinta dal Regno di Sardegna guidato da Vittorio Emanuele II di Savoia. Monte Roberto quindi, così come totalmente la regione Marche rimase strettamente legato allo Stato Pontificio fino al 1861, quando ci fu la proclamazione del Regno d'Italia e perciò venne definitivamente riconosciuto Comune autonomo della provincia di Ancona dal Parlamento del Regno d'Italia. Dalla prima metà del '900 ha avuto un notevole incremento, a valle, la frazione di Pianello Vallesina, divisa in parte con il comune di Castelbellino: un insediamento formatosi inizialmente intorno ad una chiesa del '600, Santa Maria del Trivio, situata in una posizione favorevole, all'incrocio fra diverse strade che andavano verso i castelli di Monte Roberto, Castelbellino e Maiolati Spontini, e facilmente raggiungibile da Jesi: fattori che favorirono la nascita del nucleo abitativo, denominato Pianello.

### Simboli

#### Stemma
Lo stemma del comune è di colore azzurro con un leone di argento, coronato all'antica, lo scudo è circondato da un ramo di quercia e uno di alloro e sormontato dalla corona muraria di comune. Lo stemma venne attribuito al Comune di Monte Roberto con regio decreto-legge del 1930.

#### Gonfalone
Il gonfalone è un drappo partito di giallo e di azzurro. Al centro è posto lo stemma comunale. In cima è presente un fiocco tricolore, a simboleggiare la bandiera della Repubblica Italiana.

## Monumenti e luoghi d'interesse

### Architetture religiose
Abbazia di Sant'Apollinare

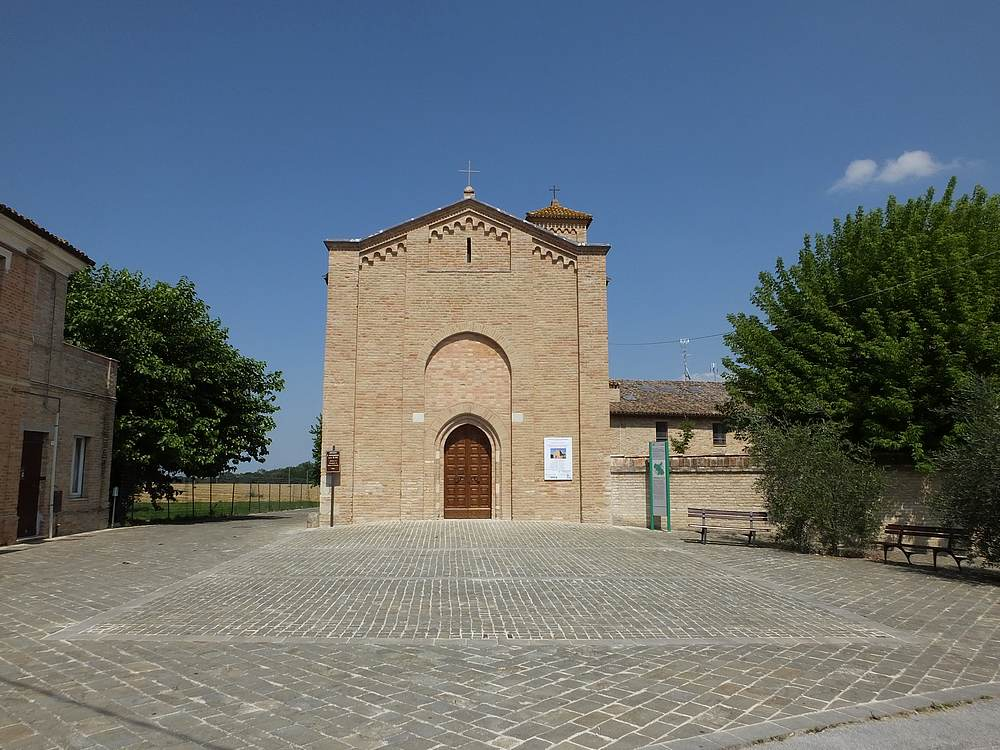
L'abbazia di San'Apollinare sorge sull'area ipotizzata come luogo dell'antica Planina, i cui resti vennero utilizzati per la costruzione.

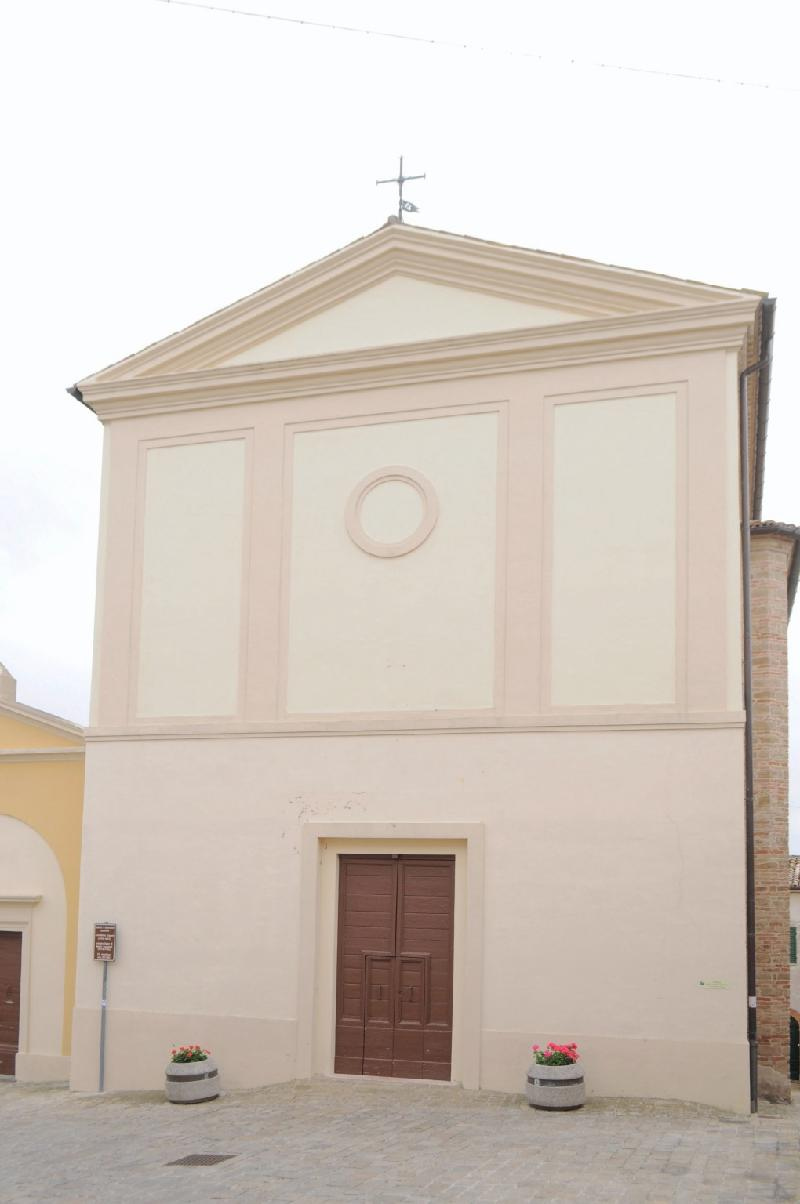
La chiesa parrocchiale di San Silvestro, localizzata a Monte Roberto.

È situata a Sant'Apollinare, frazione comunale ed è con tutta probabilità la più antica abbazia della Vallesina; la sua origine si può far risalire al VII-VIII secolo e collegata alla primitiva immigrazione di monaci nella valle dell'Esino. La dedicazione a Sant'Apollinare, vescovo di Ravenna, è un'eco del dominio ravennate-bizantino del VI-VII secolo in un territorio divenuto poi zona di confine tra bizantini e longobardi. Conobbe il massimo splendore nei secoli XII-XIV, mentre nel Quattrocento si iniziò un lento decadimento. Da allora non mancarono interventi che cambiarono il volto dell'antica struttura. Solo in tempi più recenti, nel 1968 e nel 1973, più oculate operazioni di restauro hanno fatto recuperare all'abbazia l'autentica fisionomia romanico-gotica. L'affresco absidale del 1508, scoperto durante i lavori di restauro e recuperato nel 1974 togliendo un sovrastante dipinto ad olio del XVIII secolo, è stato attribuito ad Arcangelo di Andrea di Bartolo da Jesi.
Chiesa di San Carlo
Un tempo proprietà della Confraternita del Santissimo Sacramento, ora del comune, la prima chiesa risale al XVII secolo, quella attuale è stata ricostruita nelle immediate vicinanze durante il terzo decennio dell'Ottocento. Vi si conservano all'interno due tele del pittore Antonio Sarti.
Chiesa parrocchiale di San Silvestro
Dedicata a papa Silvestro I, è stata costruita tra il 1768 e il 1795 su progetto dell'architetto Mattia Capponi di Cupramontana. Conserva dal 1928, resti provenienti dalla chiesa di Santa Chiara di Jesi, la cantoria e i due coretti laterali in legno dorato e scolpito realizzati verso il 1710 da Angelo Scoccianti scultore di Cupramontana. Vi sono poi due tele del pittore genovese Stefano Casabona, una tela di Antonio Sarti raffigurante il Martirio di san Lorenzo, proveniente dall'antica chiesa, ed un crocifisso ligneo del XVI-XVII secolo di bella fattura.
Chiesa della Sacra Famiglia
I lavori di costruzione sono iniziati nel gennaio 2011 e si sono conclusi nel giugno 2012. È stata realizzata per volontà del cittadino ed ex sindaco Elvio Socci che, colpito da un male incurabile, ha redatto un testamento.

#### Edicole votive
Nel territorio sono presenti due edicole sacre, che sono situate a Monte Roberto, lungo la Strada Provinciale 11 dei Castelli in direzione di Castelbellino.

### Architetture civili
Castello

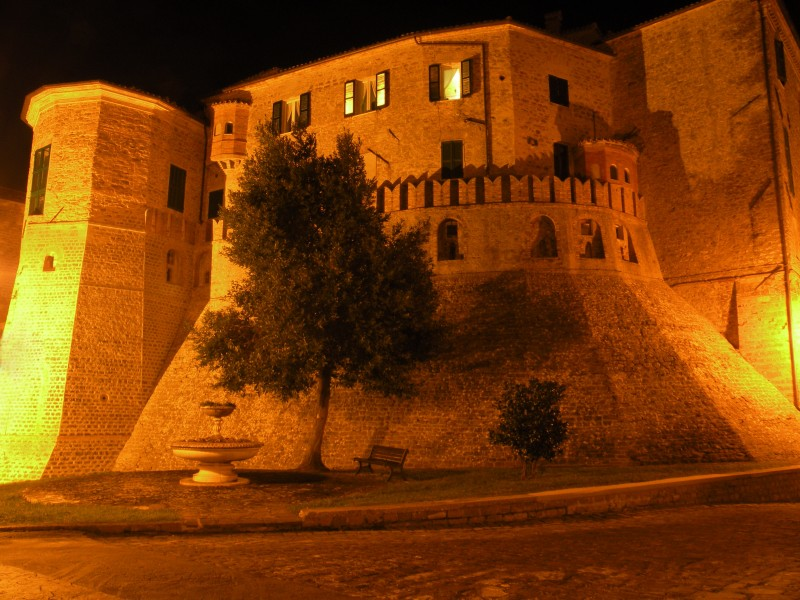
Il castello illuminato di notte.

Le mura castellane risalgono al XIV-XV secolo; in parte restaurate, alcuni tratti caddero durante il terremoto del 1741. L'anello edilizio, di forma ovale allungata ha un circuito quasi continuo, sui torrioni e sulle mura sono state realizzate in tempi più recenti civili abitazioni. Sul torrione ad occidente c'è la cosiddetta "sala del trono" le cui decorazioni risalgono al primo o secondo decennio dell'Ottocento. La leggenda vuole riportare a Roberto il Guiscardo (1015-1085) l'origine del castello di Monte Roberto, dove avrebbe trascorso la sua infanzia l'imperatore Federico II di Svevia. Solo nel corso del 1200 si ha la trasformazione in un castello vero e proprio.
Villa Salvati

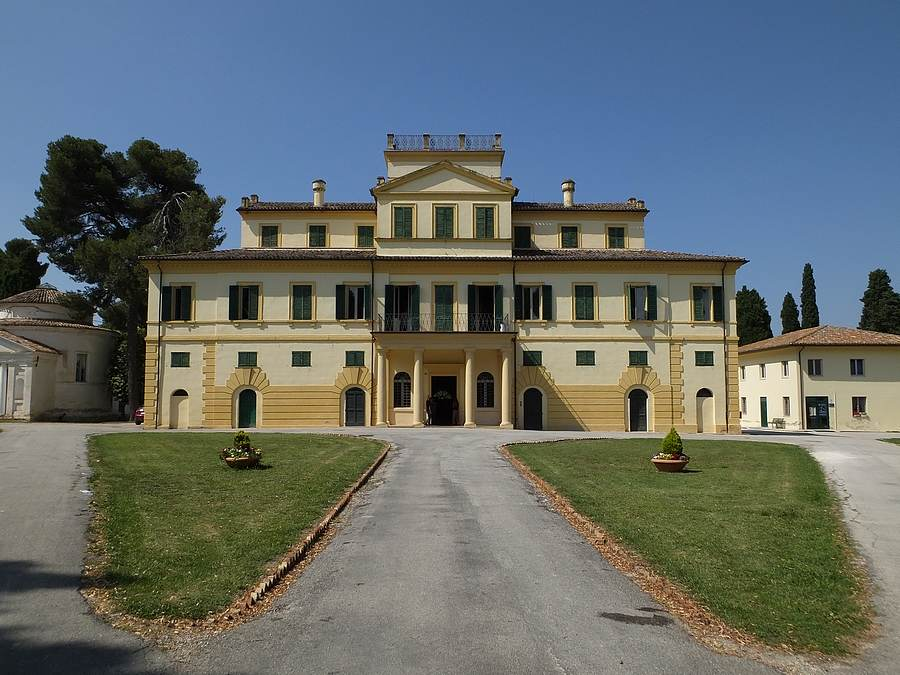
Villa Salvati in primavera a Pianello Vallesina.

Dimora storica delle Marche, venne eretta in stile neoclassico fra il 1805 e il 1820 per volere di Serafino Salvati, ricco proprietario terriero che fece la sua fortuna come imprenditore industriale. Il progetto è dell'architetto romano Giuseppe Camporesi, che vi concepì un ingresso solenne costituito da un lunghissimo viale di tigli. L'interno e decorato e incentrato sullo scalone centrale a stucchi e statue con rampe sostenuto da colonne e impostato su arcate. La decorazione pittorica richiama lo stile del piemontese Felice Giani, già attivo nella vicina città di Jesi. Oggi è adibita ad istituto d'istruzione superiore per l'ambiente e l'agricoltura.
Teatro Beniamino Gigli

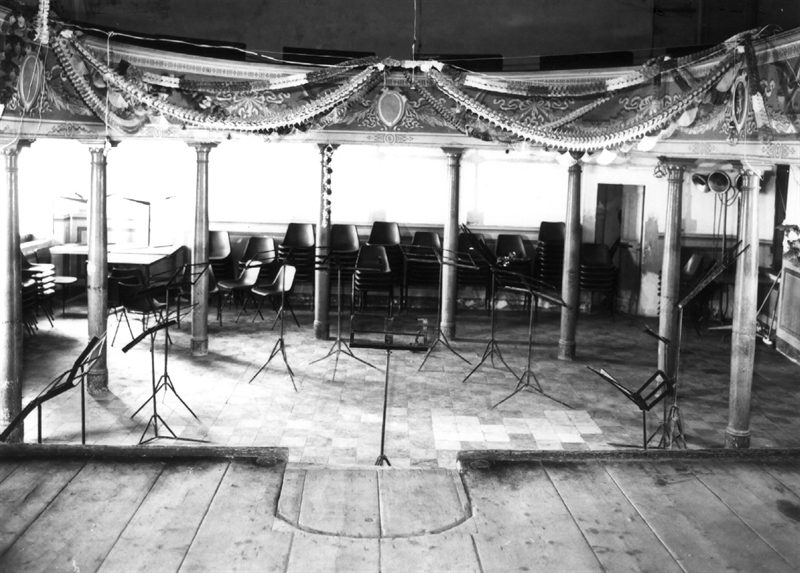
Una foto scattata all'interno del teatro comunale nel 1968.

Situato nel capoluogo, è stato costruito nel 1816. In un primo tempo non si trattò di un vero e proprio edificio teatrale, ma di un semplice palco con delle panche nella sala principale della casa del governo. L'iniziativa fu di pochi nobili del paese per il sostegno della spesa. Lo spazio destinato al teatro è di modeste dimensioni e la pianta è impostata su una curva troncata alle estremità dal boccascena. Lungo la curva sono disposte le colonne di sostegno del ballatoio. Il primo progetto, poi modificato con il restauro del 1920, presentava un sistema di palchetti di legno incastrati fra le colonnine. Le colonne erano in mattoni rivestite di legno, poi sostituite da colonnine di legno dipinto. Il ballatoio era suddiviso in palchetti scoperti. L'originalità dell'impostazione di questo teatro non ricalca i canoni del teatro all'italiana, ma piuttosto quelli della sala alla francese, tenuto conto che la costruzione avvenne durante il periodo napoleonico, ma la scelta di questo impianto architettonico alla francese è dovuto anche al fatto che, appunto come in Francia, la sala doveva essere polivalente, dotata di attrezzature semplici ed equivalenti per ogni destinazione d'uso, così da consentire una agevole trasformazione. Anche la struttura a ballatoio, con i palchetti separati da ringhiere richiama gli stilemi francesi così diversi dalla struttura italiana con i palchi ad alveare.
Oggetto di lavori di restauro, il teatro è stato inaugurato nel febbraio del 2023.

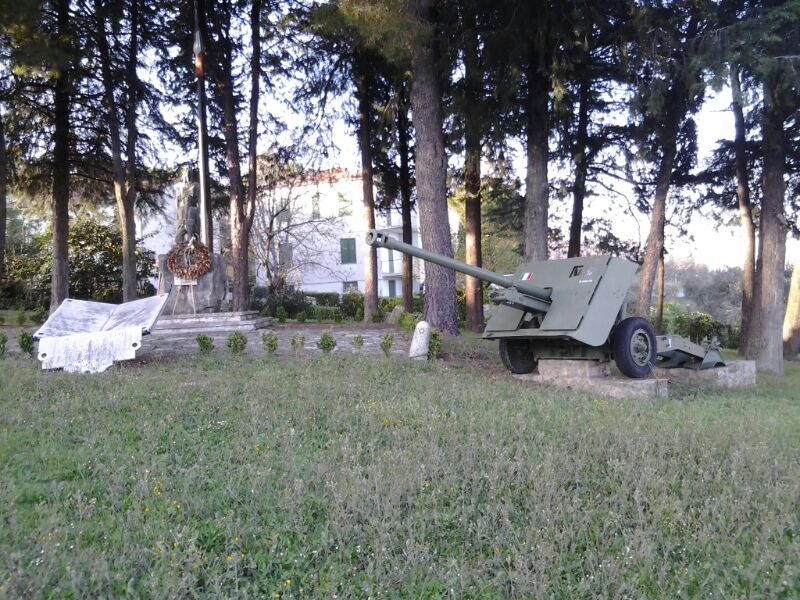
Monumento ai caduti di tutte le guerre di Monte Roberto visto frontalmente. Si nota in primo piano il cannone, che è posto alla destra del monumento.

Monumento ai caduti di tutte le guerre
Il monumento è posto all'entrata di Monte Roberto a fianco ad un tornante sulla Strada provinciale 11 dei Castelli. È stato collocato subito dopo la fine della seconda guerra mondiale in un'area verde ricoperta da una folta pineta. L'accesso al complesso è dato da un basamento in materiale roccioso circondato ai lati da siepi. Al centro del monumento si trovano le statue di due uomini in bronzo che rappresentano ciascuna i due conflitti mondiali combattuti e che vengono sorrette da una lastra in marmo. Ai fianchi dell'opera sono state introdotte un cannone italiano della seconda guerra mondiale e due aste con le bandiere d'Italia e dell'Unione Europea. Davanti a questa statua è presente un libro in marmo dove sono scritti i nomi di tutti i cinquanta caduti della prima guerra mondiale e della seconda guerra mondiale che risiedevano a Monte Roberto e Pianello Vallesina. Sempre su questo libro c'è scritto: "Nessun tempo cancellerà questi nomi che l'eroica morte per la patria consacrava all'immortalità. Il municipio ed il popolo".

## Economia

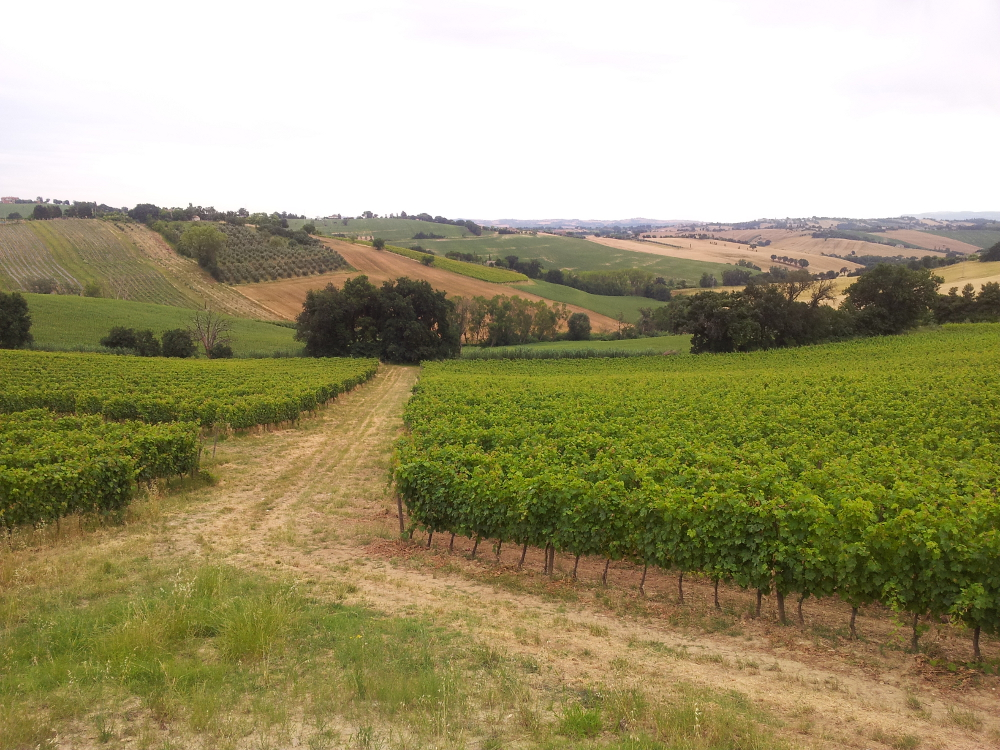
Filari di vigneti per la produzione del Verdicchio dei Castelli di Jesi.

L'economia è prevalentemente dominata dalle attività di agricoltura, industria e turismo.

### Agricoltura
Nel territorio sono presenti numerose aziende agricole e sono praticate le attività di:
- cerealicoltura, per la coltivazione di frumento, granoturco, avena, orzo, farro e sorgo
- viticoltura, per la produzione del Verdicchio dei Castelli di Jesi e del vino di visciola (vì de vìsciola in dialetto locale)
- Olivicoltura, per la produzione di olio extravergine di oliva e di olio monovarietale di raggia e di mignola
- Foraggicoltura, per la produzione di foraggio destinato ai bestiami dei vari allevamenti della zona
- Avicoltura, per la produzione di carne di pollo
- Ovinicoltura, per la produzione di carne di pecora
- Apicoltura, per la produzione di miele
- Frutticoltura, per la produzione di frutta come la pesca, l'albicocca, la prugna, la mela e la ciliegia
- Arboricoltura da legno, per la produzione di legna da ardere, soprattutto di acacia, cerro e faggio

### Industria
Nel comune si trova una zona industriale che è localizzata a Sant'Apollinare. Le industrie presenti sono:
- Industria laterizia, dove vengono prodotti mattoni, tegole e solai ed altri materiali edili
- Industria alimentare, dove vengono prodotti lattiero caseari, carni, farinacei e frutticoli
- Industria siderurgica, dove vengono realizzate attrezzature agricole come aratri, erpici a dischi e ripuntatori

### Turismo
Il picco dei flussi turistici si verifica in estate, quando molti turisti stranieri, specialmente tedeschi e britannici, giungono per trascorrervi le vacanze negli agriturismi locali. Le principali attrazioni del territorio comunale sono:
- Villa Salvati, dove vengono organizzate ogni anno delle sfilate di abiti nuziali.
- Castello comunale
- Abbazia di Sant'Apollinare

### Associazioni
Monte Roberto fa parte delle seguenti associazioni:
- Associazione Nazionale delle città dell'olio
- Associazione Nazionale dei Comuni Italiani
- Dipartimento della Protezione Civile di Monte Roberto
- Consorzio Intercomunale Vallesina-Misa di Ancona
- Sistema Turistico della Marca Anconetana
- Consorzio Intercomunale Servizi

## Società

### Evoluzione demografica
Abitanti censiti

### Etnie e minoranze straniere
Al 31 dicembre 2014 a Monte Roberto risultano residenti 242 cittadini stranieri, che rappresentano il 9,0 % della popolazione totale. Le maggiori nazionalità presenti sono:
| Posizione | Paese              | Numero | %    |
| --------- | ------------------ | ------ | ---- |
| 1         | Macedonia del Nord | 56     | 20,7 |
| 2         | Romania            | 45     | 16,6 |
| 3         | Cina               | 34     | 3,7  |
| 4         | Tunisia            | 18     | 6,7  |
| 5         | Marocco            | 16     | 5,9  |
| 6         | Nigeria            | 11     | 4,1  |
| 7         | Moldavia           | 10     | 3,7  |
| 8         | Polonia            | 9      | 3,3  |

### Lingue e dialetti

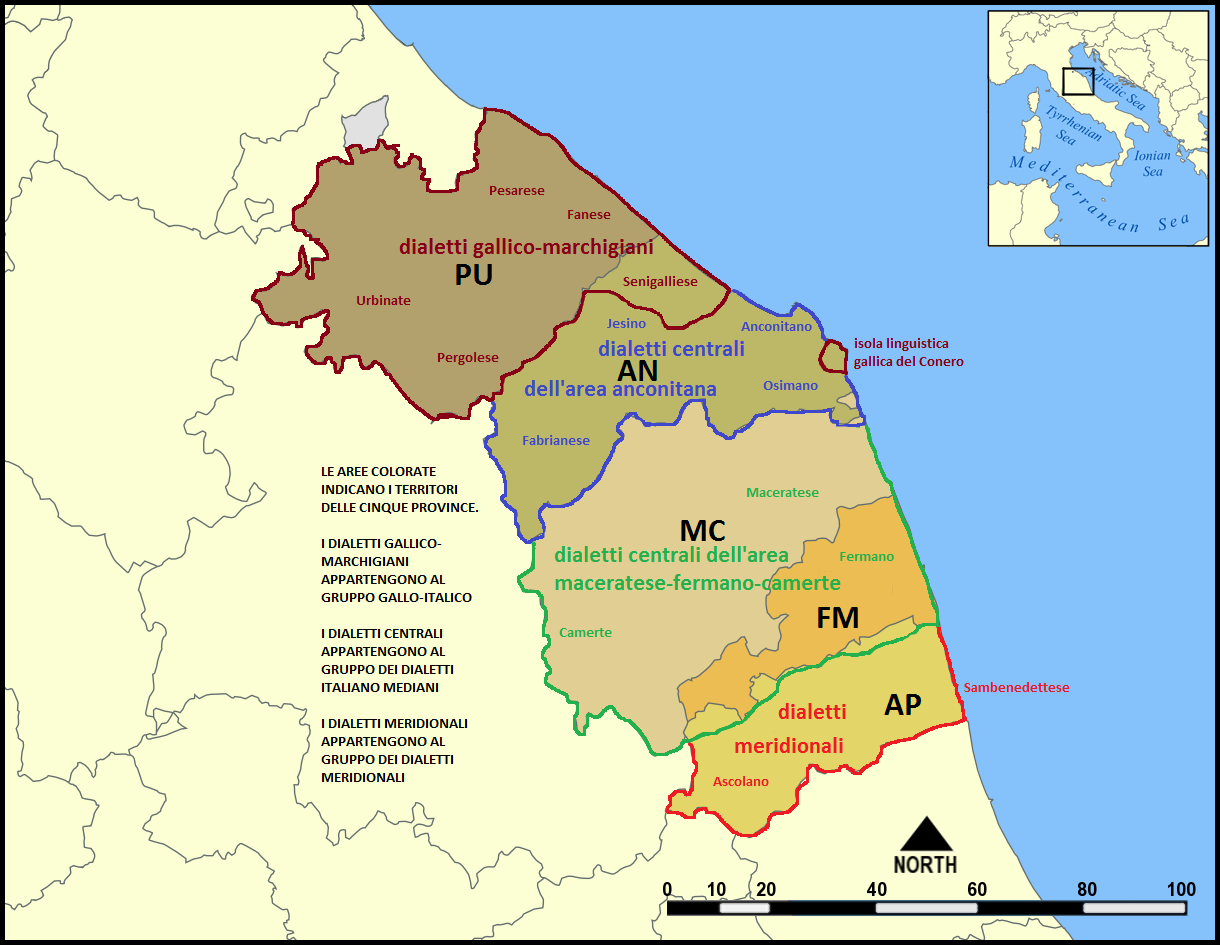
Carta dei dialetti marchigiani.

Il dialetto parlato a Monte Roberto risente di influssi derivanti dal dialetto toscano, umbro, laziale e con alcune cadenze dell'area settentrionale della regione. Monte Roberto viene attraversata dall'isoglossa che fa da spartiacque tra i dialetti con influssi settentrionali e quelli più marcatamente meridionali. Il confine naturale di questa sommaria suddivisione è la direttrice Ancona-Roma che nell'area marchigiana possiamo identificarla con il fiume Esino. Nelle comunità locali si evidenziano comportamenti ed atteggiamenti comuni: uso abbastanza generalizzato del dialetto locale, modesta diffusione di quotidiani nelle famiglie, dove sono più diffuse le riviste e le enciclopedie multimediali, fruizione del mezzo televisivo per un rilevante numero di ore da giovani ed adulti, uso di dispositivi elettronici come il computer tra i giovani, in particolare, soprattutto come mezzo ludico.

### Religione

Regione ecclesiastica delle Marche.

Sul territorio comunale esistono due parrocchie, una a Monte Roberto (Parrocchia San Silvestro Papa) e l'altra a Pianello Vallesina (Parrocchia San Benedetto Abate da Norcia) entrambe appartenenti alla diocesi di Jesi. Inoltre è presente un'abbazia nella frazione di Sant'Apollinare che è' con tutta probabilità la più antica abbazia della Vallesina; la sua origine si può far risalire a prima del mille e collegata alla primitiva immigrazione di monaci nella valle dell'Esino. La dedicazione a Sant'Apollinare, vescovo di Ravenna, è un'eco del dominio ravennate-bizantino del VI-VII secolo in un territorio divenuto poi zona di confine tra bizantini e longobardi. Conobbe il massimo splendore nei secoli XII-XIV, mentre nel Quattrocento si iniziò un lento decadimento. Da allora non mancarono interventi che cambiarono il volto dell'antica struttura. Solo in tempi più recenti, nel 1968 e nel 1973, più oculate operazioni di restauro hanno fatto recuperare all'abbazia l'autentica fisionomia romanico-gotica. L'affresco absidale del 1508, scoperto durante i lavori di restauro e recuperato nel 1974 togliendo un sovrastante dipinto ad olio del secolo XVIII, è stato attribuito ad Arcangelo di Andrea di Bartolo da Jesi (1518). La religione maggiormente praticata a Monte Roberto è, come per l'Italia e per la maggior parte degli stati dell'Europa occidentale, quella cattolica; i cittadini stranieri invece sono prevalentemente praticanti di confessione ortodossa (Macedonia del Nord, Romania, Moldavia) buddhista (Cina) e religione musulmana (Marocco, Albania e Tunisia).

### Qualità della vita
Dal gennaio 2010 in tutto il territorio di Monte Roberto si è scelto di adottare, grazie alla gestione del Consorzio Intercomunale Vallesina-Misa di Ancona il sistema di raccolta differenziata porta a porta aderito con i comuni del posto.

## Cultura

### Istruzione

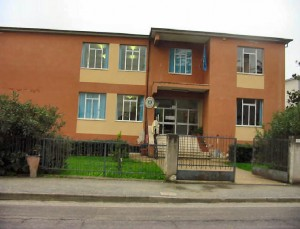
Ingresso della scuola media a Pianello Vallesina.

#### Istruzione
Sono presenti nel territorio comunale una scuola dell'infanzia, una scuola primaria, una scuola secondaria di primo grado e una scuola secondaria di secondo grado. Tutte queste scuole si trovano a Pianello Vallesina e sono:
- Scuola dell'Infanzia Statale "Carlo Collodi" (Istituto Comprensivo Beniamino Gigli)
- Scuola Primaria Statale "Gianni Rodari", divisa in plesso A e plesso B (Istituto Comprensivo Beniamino Gigli)
- Scuola Secondaria Statale di 1º grado "Giovanni Pascoli" (Istituto Comprensivo Beniamino Gigli)
- Scuola Secondaria Statale di 2°grado - Istituto Professionale per l'Agricoltura e l'Ambiente "Serafino Salvati" (Istituto d'Istruzione Superiore Egisto Pieralisi)

#### Biblioteche
La Biblioteca Comunale è ubicata al primo piano del Teatro Polivalente, in Via Bruno Buozzi, 7.

### Eventi
- "4 passi 2 Castelli": festa organizzata il 1º maggio sia a Monte Roberto che nel vicino comune di Castelbellino, in cui si programmano giornate tra storia, tradizione e gastronomia locale.
- Fiera Pianello: si organizza a Pianello Vallesina il 22 maggio ed il 30 agosto.
- Festa della Trebbiatura e Sagra dell'Oca: manifestazione che si pone come obiettivo il ricordo e la valorizzazione del territorio che si trova a valle di Monte Roberto. Viene organizzata tra fine giugno ed inizio luglio, lungo il viale di Villa Salvati dove vengono esposti trattori, mietitrebbiatrice e aratri. In quest'area da secoli è stata caratterizzata dalla cerealicoltura al punto da farle meritare l'appellativo di "granaio" dello Stato Pontificio
- Fiera comunale: viene organizzata a Monte Roberto a fine agosto, precisamente il 28.

## Infrastrutture e trasporti

### Linee stradali
I principali collegamenti stradali sono in tutto cinque e sono rappresentati da:
- Strada statale 76 della Val d'Esino, Falconara Marittima-Fossato di Vico

| SS 76 della Val d'Esino | SS 76 della Val d'Esino      | ↓km↓ | ↑km↑ | Provincia |
| ----------------------- | ---------------------------- | ---- | ---- | --------- |
| Uscita                  | Monte Roberto - Cupramontana | 50,6 | 23,8 | AN        |
| Area di servizio        | "Monte Roberto"              | 51,4 | 23,0 | AN        |

- Strada Provinciale 9, Castelferretti - Montecarotto (Braccio di Pianello Vallesina)
- Strada Provinciale 11 dei Castelli, Staffolo - Cupramontana - Maiolati Spontini - Monte Roberto - Castelbellino
- Strada Provinciale 36, Monte Roberto - Moie di Maiolati Spontini - Pozzetto - Montecarotto
- Strada Provinciale 502 di Cingoli (ex SS 502 di Cingoli), Jesi - Coste di Staffolo - Cingoli (MC) - San Severino Marche (MC)

### Linee ferroviarie
Le stazioni ferroviarie più vicine sono:
- Stazione di Montecarotto-Castelbellino: distante 4,7 km dal comune è situata nel comune limitrofo di Castelbellino, ed è posta sulla ferrovia Roma-Ancona delle Ferrovie dello Stato Italiane.

## Amministrazione

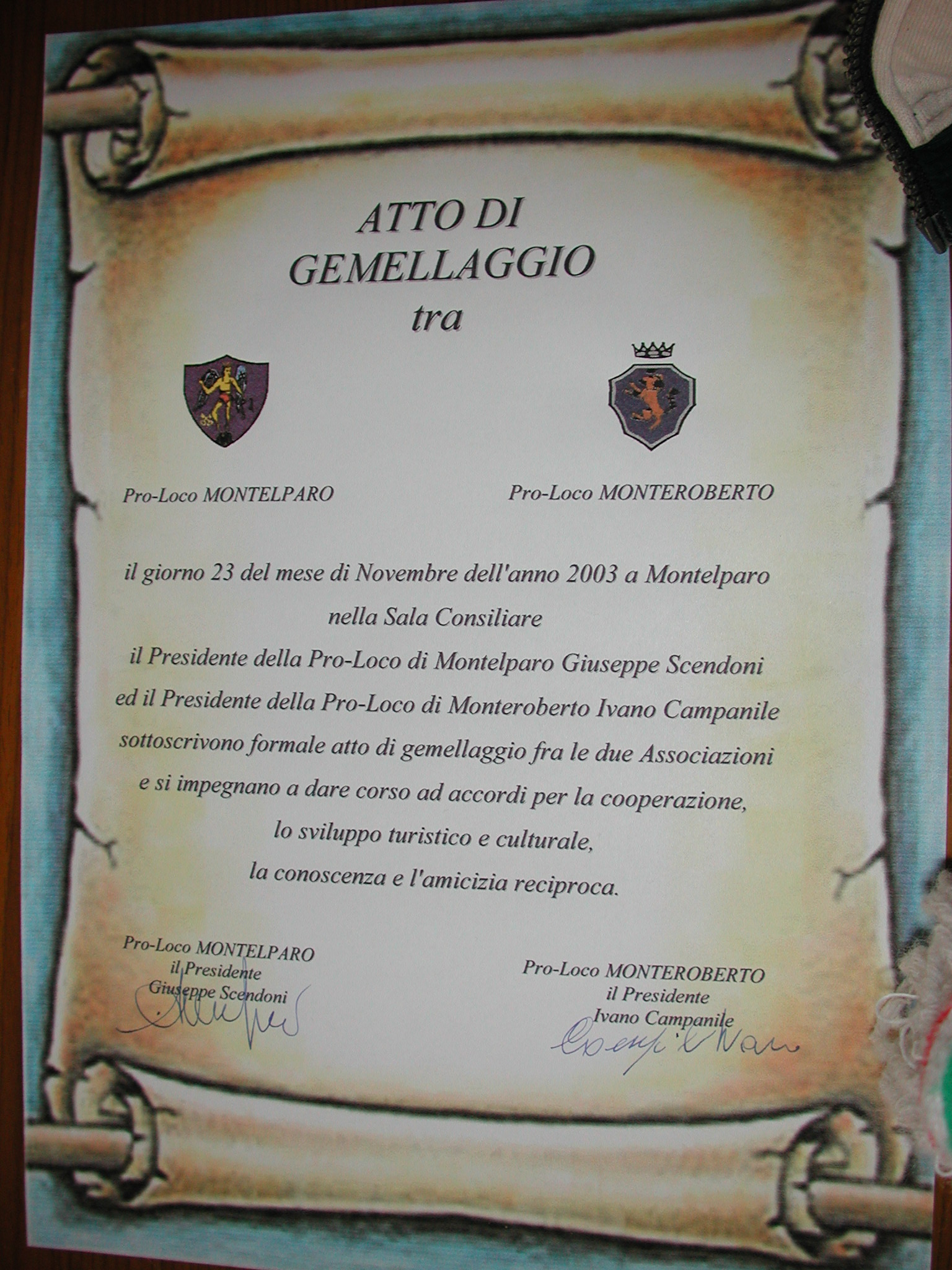
Un'immagine che sancisce il gemellaggio delle Pro loco di Monte Roberto e di Montelparo (FM)

| Periodo        | Periodo        | Primo cittadino       | Partito                                 | Carica  | Note   |
| -------------- | -------------- | --------------------- | --------------------------------------- | ------- | ------ |
| 11 agosto 1988 | 28 maggio 1990 | Sergio Franconi       | Partito Comunista Italiano              | Sindaco | [ 18 ] |
| 28 maggio 1990 | 24 aprile 1995 | Olivio Togni          | Partito Socialista Democratico Italiano | Sindaco | [ 18 ] |
| 24 aprile 1995 | 14 giugno 1999 | Olivio Togni          | Centro                                  | Sindaco | [ 18 ] |
| 14 giugno 1999 | 14 giugno 2004 | Olivio Togni          | Lista civica                            | Sindaco | [ 18 ] |
| 14 giugno 2004 | 8 giugno 2009  | Renzo Zuccaro         | Centro-sinistra                         | Sindaco | [ 18 ] |
| 8 giugno 2009  | 26 maggio 2014 | Olivio Togni          | Lista civica                            | Sindaco | [ 18 ] |
| 26 maggio 2014 | 27 maggio 2019 | Gabriele Giampaoletti | Insieme per Monte Roberto               | Sindaco | [ 18 ] |
| 27 maggio 2019 | 9 giugno 2024  | Stefano Martelli      | Di più per Monteroberto                 | Sindaco | [ 18 ] |
| 10 giugno 2024 | in carica      | Lorenzo Focante       | Monteroberto per Tutti                  | Sindaco | [ 18 ] |

### Gemellaggi
- Fontanil-Cornillon, dal 1992

## Sport

### Calcio

#### Calcio maschile
- Associazione Sportiva Dilettantistica Pianello Vallesina Calcio - Terza Categoria (9º Livello)

Il Pianello Vallesina Calcio è la più longeva società calcistica del Comune. Fondata nel 2003, ha partecipato ai campionati di seconda e terza categoria locali. 
I colori sociali sono il giallo ed il blu.
Fino al 2021 la società ha disputato le proprie partite interne allo Stadio comunale "Amorveno Carletti" di Pianello Vallesina.
Attualmente partecipa al campionato di terza categoria in collaborazione con il Maiolati, squadra del comune di Maiolati Spontini. Le partite sono disputate allo stadio comunale "G. Scirea" di Maiolati Spontini.
Nel suo primo anno di attività venne promosso al campionato regionale di Seconda Categoria, in cui giocò fino alla stagione 2013/2014, quando retrocedette in Terza Categoria. Nell'anno successivo arriva secondo in classifica, qualificandosi così ai play-off persi in finale contro l'Union Morro d'Alba. Nel campionato 2015/2016 conclude la stagione arrivando al quinto posto partecipando ancora ai play-off persi però questa volta col San Marcello, sempre in finale. Nel campionato successivo, dopo essere arrivato terzo in classifica, viene sconfitto nel triangolare play-off dal New Team Urbino, ma comunque ritorna in Seconda Categoria dopo tre anni. Il club retrocede immediatamente nella stagione successiva.
- Associazione Sportiva Dilettantistica Monte Roberto Calcio - Girone C del campionato provinciale di Seconda Categoria 2025/2026

Fondata nel 2022 il Monte Roberto Calcio è la squadra di calcio del paese; i colori sociali sono il bianco ed il blu e disputa le proprie partite interne allo Stadio comunale "Amorveno Carletti" di Pianello Vallesina. Nel suo primo anno di attività combatte fin da subito per i primi piazzamenti del girone. Alla fine della stagione 2022/2023 raggiunge la quarta posizione in classifica, conquistando una storica qualificazione ai play-off persi in semifinale contro la Frontonese.
Nella stagione successiva (2023/2024) il Monte Roberto vince il campionato ottenendo, con una giornata d'anticipo, la diretta promozione in seconda categoria.

#### Calcio femminile
- Associazione Polisportiva Dilettantistica L.F. Jesina Femminile - Serie C (3º livello)

La società viene fondata nell'estate 1998, quando diverse ragazze del luogo riescono a convincere il primo presidente del club a fondare una compagine calcistica femminile a Jesi. Il primo sponsor è la Rimeco che dà anche il nome alla squadra. Inizialmente viene iscritta in Serie C, ottenendo dopo diversi anni la promozione nel campionato nazionale di Serie B. Nel terzo livello nazionale ben figura risultando più volte vincitrice della Coppa Disciplina e sfiorando in più occasioni la promozione in Serie A2. Il salto nel secondo livello nazionale avverrà nell'estate 2007 grazie ad un ripescaggio. Dopo 3 tornei eccellenti, per motivi economici la squadra si autoretrocede nuovamente a livello regionale tornando in Serie C. Nel 2012 vincendo il campionato di Serie C e grazie all'unione del campionato di A2 con quello di Serie B, la squadra torna al secondo torneo nazionale. Nel campionato di Serie B 2015-2016 le Leoncelle vincono il girone B e conquistano la prima storica promozione in Serie A, dove militò fino alla stagione 2016-2017 quando retrocedette con alcune giornate d'anticipo in Serie B. Nonostante abbia la propria sede a Monte Roberto, la squadra disputa le proprie partite interne allo Stadio Comunale "Pacifico Carotti" di Jesi, per via dell'insufficienza di campi calcistici nel capoluogo.

### Pallavolo

#### Pallavolo femminile
- Associazione Sportiva Dilettantistica Pianello Vallesina Volley - Prima Divisione Femminile (8º Livello)

Nel 1982 fu fondato il Pianello Vallesina Volley, unica squadra di pallavolo del comune, che disputa le proprie partite interne nella palestra "Franco Contadini" di Pianello Vallesina. I colori sociali sono il bianco e il blu e fino alla stagione 2015/2016 ha partecipato al campionato provinciale di Seconda Divisione Femminile, venendo promossa in Prima Divisione Femminile l'ottavo livello del campionato italiano femminile di pallavolo. Nella stagione 2016/2017 ottiene la salvezza con parecchie giornate di anticipo.

### Ciclismo

#### Ciclismo su strada
- Giro d'Italia 2012

Monte Roberto ha assistito l'11 maggio 2012 al transito dei ciclisti nella 6ª tappa Urbino-Porto Sant'Elpidio di 210 km del Giro d'Italia 2012. I corridori, prima di passare per il centro abitato di Pianello Vallesina, erano provenienti da Castelbellino Stazione e dopo aver percorso la frazione comunale erano diretti a San Paolo di Jesi. Il vincitore di tappa fu il colombiano Miguel Ángel Rubiano con la maglia della Androni Giocattoli-Venezuela, mentre la Maglia rosa andò ad Adriano Malori, corridore della Lampre-ISD.

### Pattinaggio di velocità in linea
- Associazione Sportiva Rotellistica Pianello Vallesina

Fondata nel 1980 l'Associazione Sportiva Rotellistica Pianello Vallesina, disputa le proprie corse sulla pista piana di Pianello Vallesina. I colori di questa squadra sono il blu ed il bianco ed infine nel 2015 ha festeggiato il 35º anno di attività agonistica e sempre nel 2015, nel mese di febbraio è riuscita a partecipare per la prima volta ad un trofeo internazionale, svoltosi a São Sebastião ed a Santa Maria, entrambe frazioni del comune di Lagos, in Portogallo.

### Pesca sportiva
- Associazione Sportiva Dilettantistica Società Pesca Sportiva Pianello Vallesina

Nel 1989 il comune di Monte Roberto su richiesta fatta in Provincia dal Presidente dei cacciatori, usufruiva di un contributo per la costruzione di un lago di pesca sportiva bonificando vecchie cave di ghiaia. Nel 1990 da un gruppo di pescatori diedero vita alla Società Pesca Pianello Vallesina e successivamente il lago venne inaugurato. L'Amministrazione stipulò una convenzione con la Società per la gestione dell'impianto che fino al 1994 funzionò come pesca sportiva poi nel 1995 diventò lago sociale FIPSAS (campo gara). Nel 2000 per problemi di acque il lago è stato trasformato in carpodromo e successivamente in lago di pesca al colpo e in un campo gara FIPSAS. L'impianto oggi si è arricchito con l'integrazione di un piccolo laghetto per la pesca alla trota utilizzabile per gare di velocità, inoltre è presente un canale per la pesca alla trota torrente dove nel periodo invernale si organizzano piccole gare sociali facendo così permettere di imparare ai ragazzi e ai bambini la pesca al torrente.

### Strutture sportive
- Stadio comunale "Amorveno Carletti" - calcio
- Palestra comunale "Franco Contadini" - pallacanestro, pallavolo, calcio a 5, pallamano e twirling
- Pattinodromo comunale - pattinaggio in linea, pattinaggio di velocità in linea e pattinaggio corsa
- Bocciodromo - bocce
- Lago - pesca sportiva, pesca al colpo e pesca al torrente

Sono inoltre presenti nel territorio due campi sportivi (uno a Monte Roberto e l'altro a Pianello Vallesina), tre campi da tennis (due a Monte Roberto e uno a Pianello Vallesina) ed un percorso vita che si sviluppa per diversi chilometri in ambienti naturali (a Pianello Vallesina).

## Galleria d'immagini

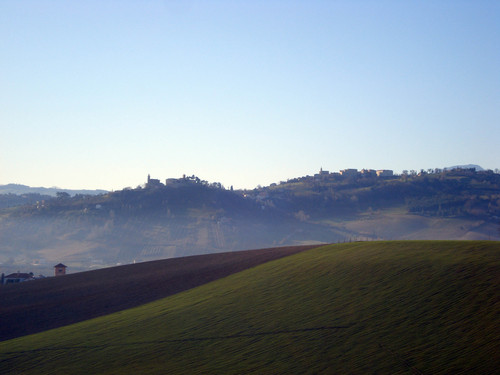
Castelbellino, a sinistra, e Monte Roberto visti da Moie, frazione del comune limitrofo di Maiolati Spontini
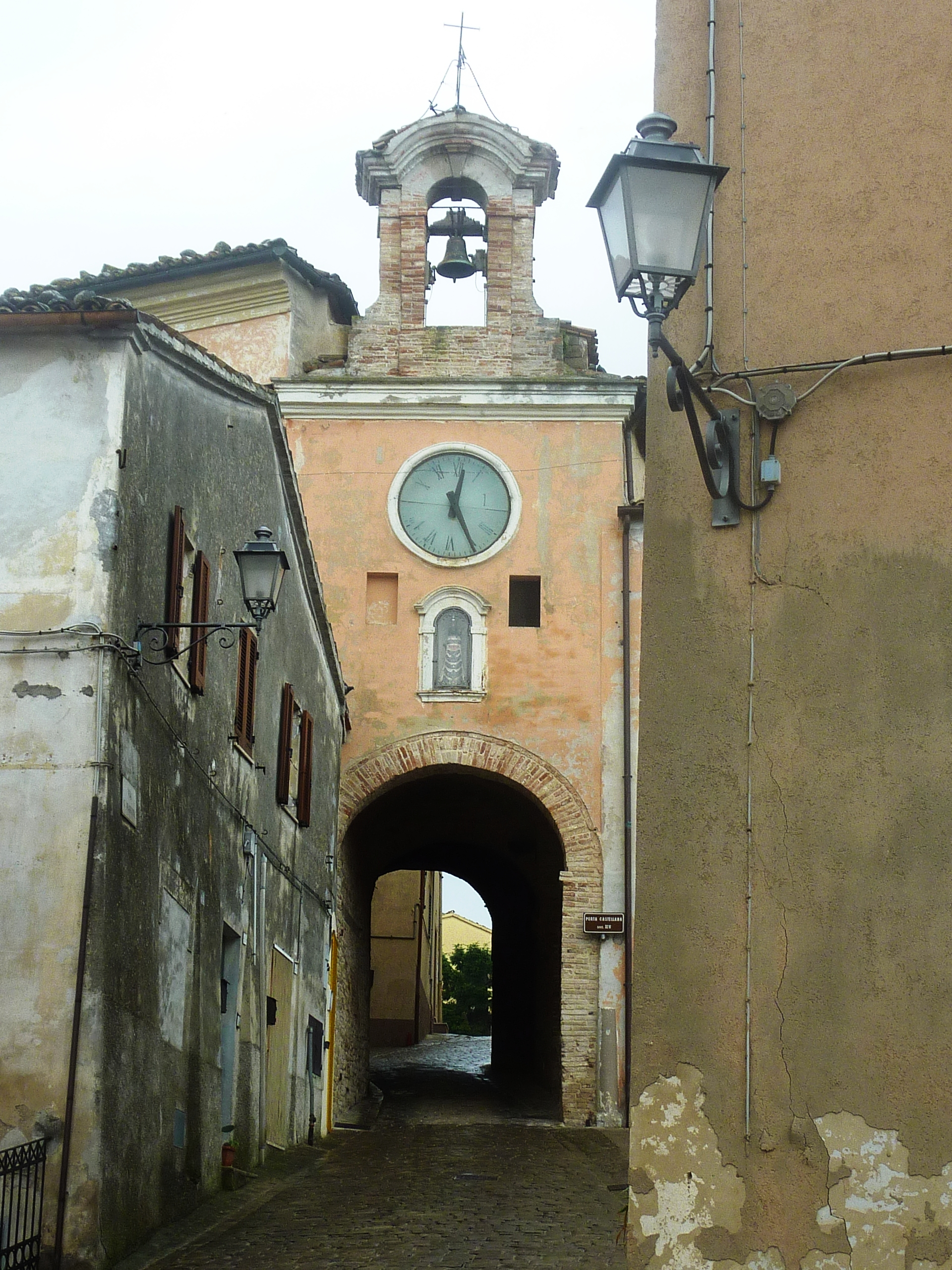
La Porta Castellana nel paese
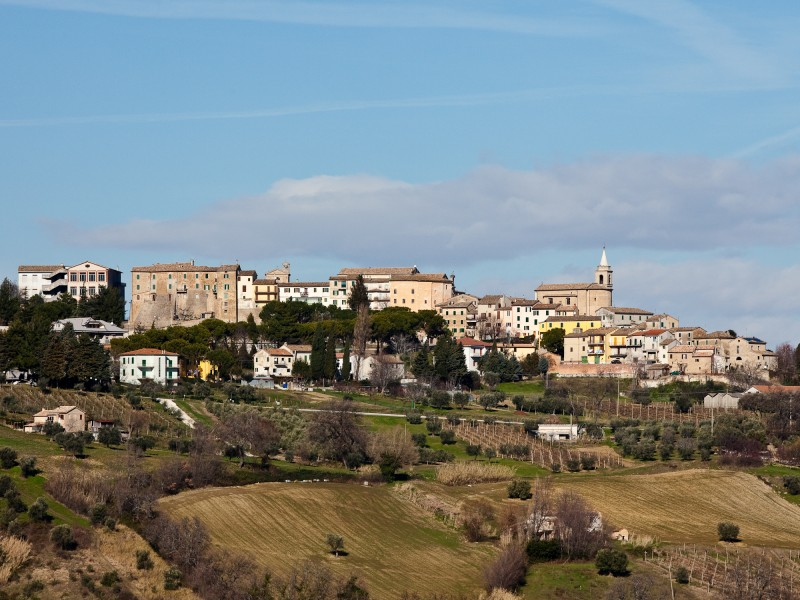
Il paese visto dalla strada che conduce verso Cupramontana
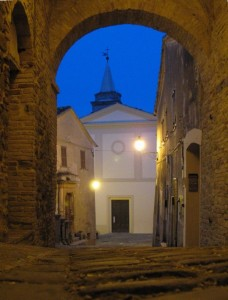
La Chiesa di San Silvestro oltre Porta Castellana del paese
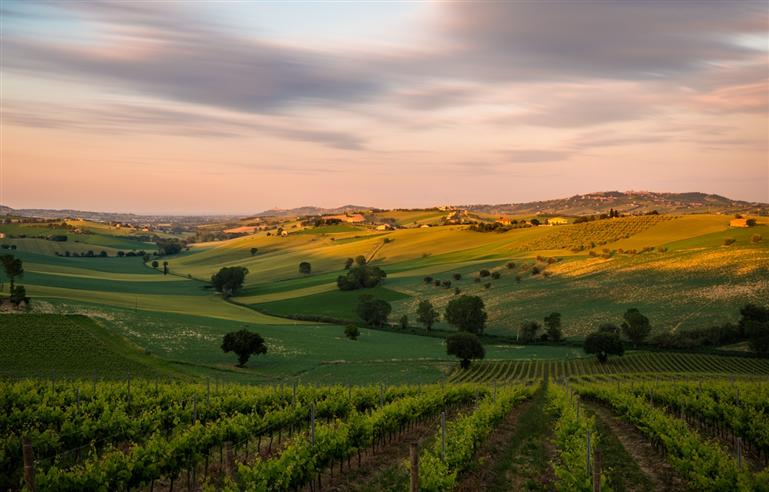
Panorama della tipica valle monterobertese
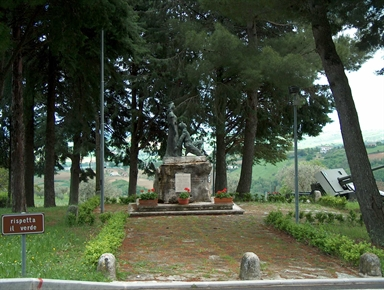
Monumento ai caduti di tutte le guerre di Monte Roberto visto lateralmente.
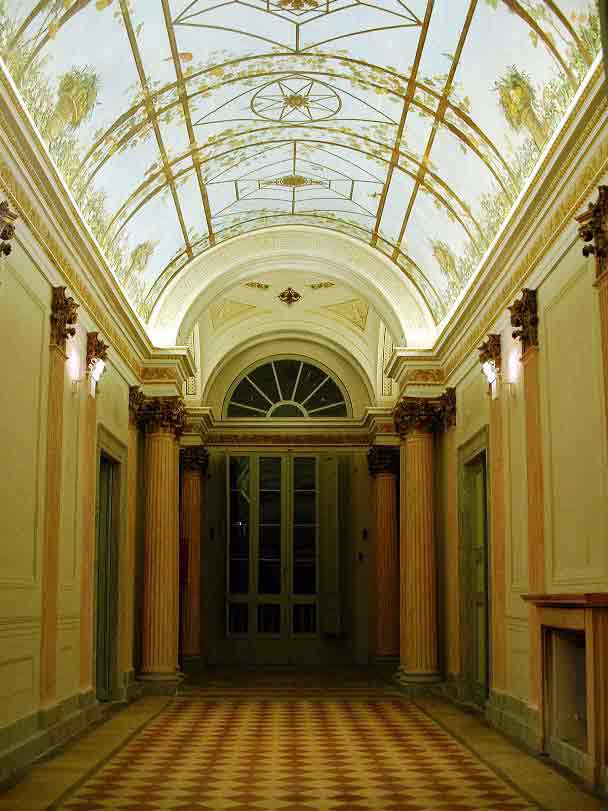
L'interno di Villa Salvati